# Seguridade social

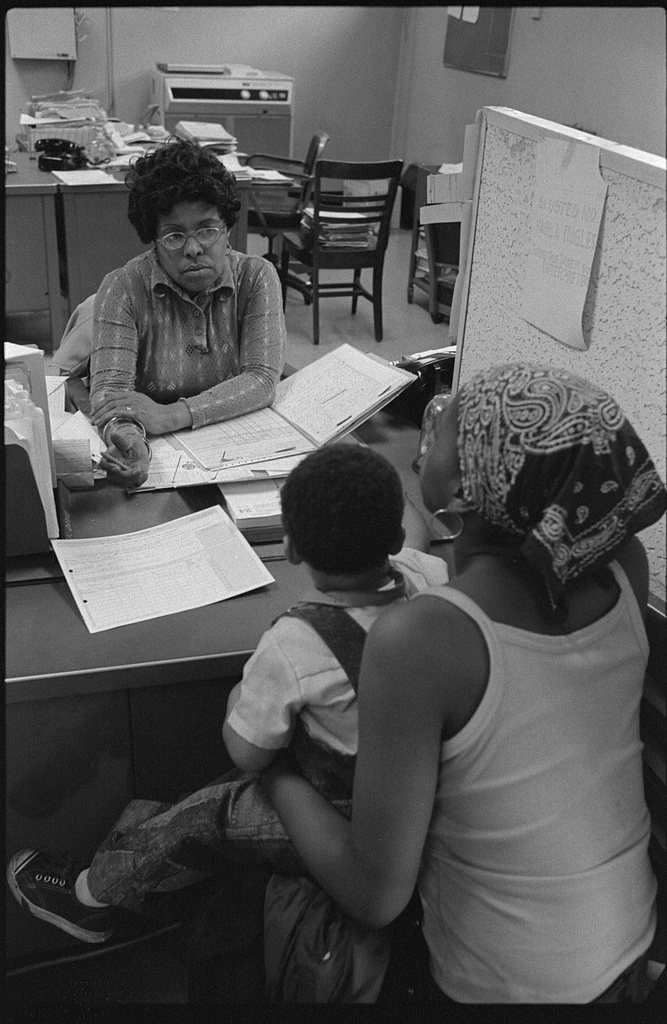
Uma mulher e seu filho nos serviços da assistência social do governo dos Estados Unidos

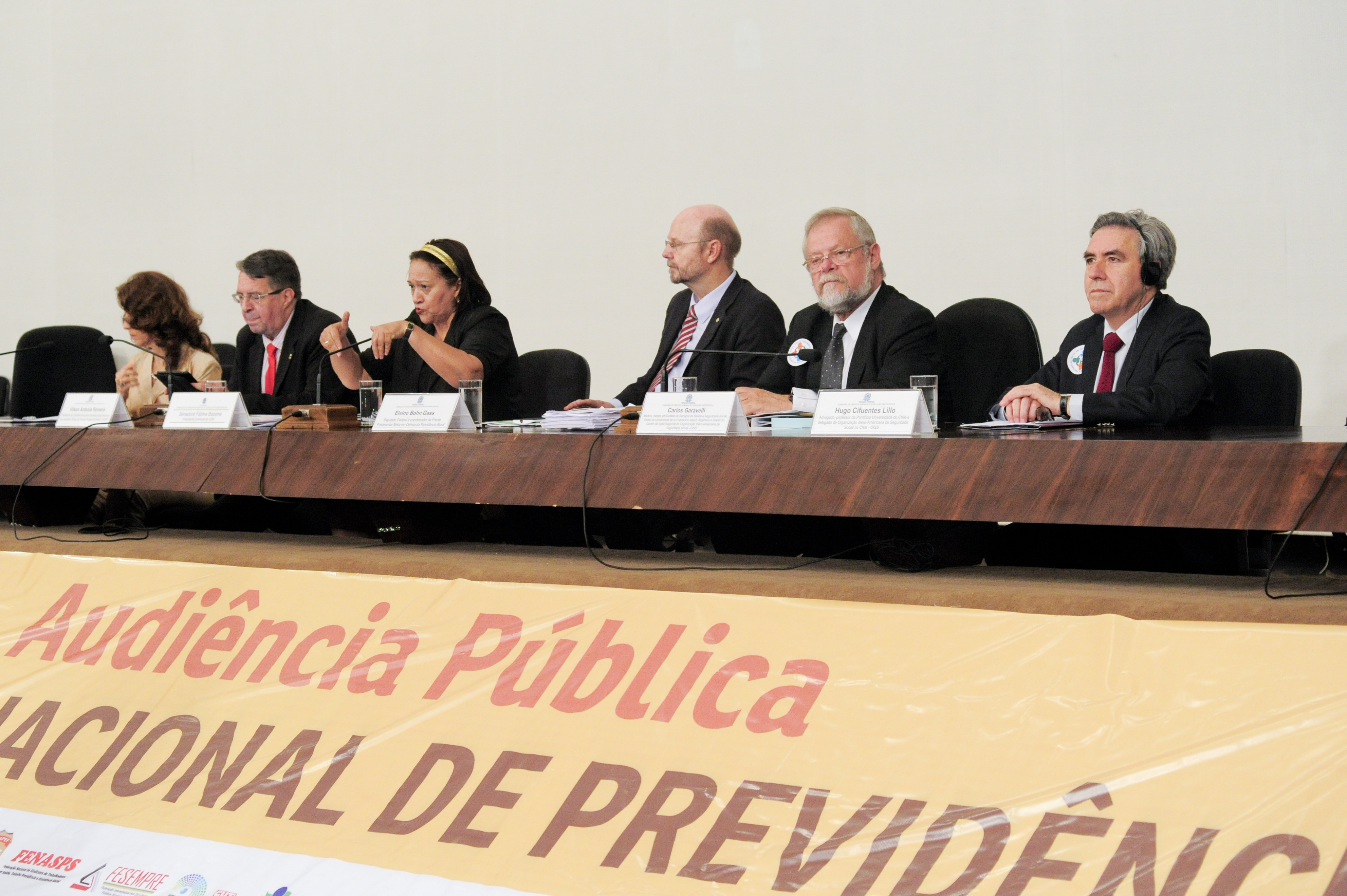
A Comissão de Direitos Humanos e Legislação Participativa em audiência sobre a reforma da previdência no Brasil, em 2016

A seguridade social (português brasileiro) ou segurança social (português europeu) compreende um conjunto integrado de ações de iniciativa dos poderes públicos e da sociedade, destinado a assegurar o direito relativo à saúde, a previdência e a assistência social. 
Seguridade social pode também ser usada como sinônimo para "bem-estar", ou como programas de seguro social, que fornecem suporte apenas para aqueles que contribuíram anteriormente (como impostos e sistemas de pensão), ao contrário de programas de assistência social, que fornecem suporte com base apenas na necessidade (como apoio para pessoas com deficiência). A Organização Internacional do Trabalho define a segurança social como pensão por aposentadoria, apoio para crianças e famílias, tratamento médico, licença parental, auxílio doença, auxílio desemprego, benefícios para pessoas com deficiência, apoio para assalariados de baixa renda e compensação por ferimento no trabalho.
De forma mais abrangente, a seguridade social também pode se referir a esforços para fornecer um nível básico de bem-estar através de serviços sociais gratuitos ou subsidiados como saúde universal, educação pública, treinamento vocacional e moradias públicas para os mais pobres. Em um estado de bem-estar social, o Estado (ou governo) assume a responsabilidade principal de gerir as áreas de saúde, educação e seguridade social, fornecendo uma gama de serviços sociais, como os descritos anteriormente.
O primeiro país a adotar um sistema de Estado de bem-estar social amplo foi o Império Alemão (1871–1918), introduzido por Otto von Bismarck em 1889, que garantia pensão por aposentadoria, auxílio para desempregados, pensões e ajuda para os mais pobres, além de um robusto sistema de saúde pública. No final do século XIX e começo do XX, a maioria dos países europeus começaram a adotar diferentes políticas de seguridade social, muito devido à rápida industrialização e expansão e diversificação do mercado de trabalho, que gerou uma ampla nova classe trabalhadora e uma robusta classe média. Por exemplo, nos anos que antecederam a Primeira Guerra Mundial, o Reino Unido introduziu diversos projetos de segurança social e, décadas mais tarde, em 1946, expandiu o estado de bem-estar social, especialmente no governo de Clement Attlee (1945–1951), através de um sistema de saúde universal e proteção para trabalhadores e famílias desamparadas. Nos países da Europa ocidental, Escandinávia e Australásia, a assistência social é financiada primordialmente através de impostos e, em menor nível, por organizações não governamentais (ONGs) e instituições de caridade (sociais ou religiosas). Nos Estados Unidos, seguridade social sempre existiu de alguma forma ou nível, mas era desorganizada e não abrangente. Isso mudou somente em 1935, quando o presidente Franklin D. Roosevelt assinou a Social Security Act, que criou e padronizou vários programas de assistência para os mais pobres e trabalhadores após a Grande Depressão.
O direito a seguridade social e a um padrão de vida adequado é afirmado nos artigos 22 e 25 da Declaração Universal dos Direitos Humanos.

## Situação por país

### Brasil
A Constituição brasileira em seu título VIII (da Ordem Social), traz entre os artigos 194 a 204, a base da regulamentação da seguridade social no Brasil.
O artigo 194, em seu caput determina que a seguridade social é composta de três pilares:
- Previdência social: mecanismo público de proteção social e subsistência proporcionados mediante contribuição;
- Assistência social: política social de proteção gratuita aos necessitados;
- Saúde pública: espécie da seguridade social (por efeito da Constituição) destinada a promover redução de risco de doenças e acesso a serviços básicos de saúde e saneamento.

A seguridade social, no que tange a gestão do Regime Geral de Previdência Social, é organizada pelo Ministério do Trabalho e Previdência Social e executada principalmente pelo Instituto Nacional do Seguro Social (INSS), com o auxílio das secretarias estaduais de assistência social. Estão também diretamente envolvidos na seguridade social o Ministério da Saúde (e as respectivas secretarias dos estados da federação) e o Ministério do Desenvolvimento Social e Combate à Fome. É financiada pela Contribuição Social sobre o Lucro Líquido, estando disciplinado pela lei nº 7.689/1988 e suas alterações.
Há ainda os Regimes Próprios de Previdência Social, sob a gestão dos entes federativos (estados, municípios, distrito federal) que os criarem. Igualmente a Saúde e a Assistência Social podem ser assumidas pelos entes federativos.
As principais características do programa de Previdência Social brasileiro são:
- Os benefícios, requisitos de elegibilidade e outros aspectos do programa são definidos por lei;
- É feita provisão explícita das receitas e das despesas do programa;
- É financiado por impostos ou prêmios pagos pelos participantes ou em seu nome (embora fontes adicionais de financiamento podem ser fornecidas também); e
- O programa atende a uma população definida e a sua participação ou é compulsória ou o subsídio ou as garantias oferecidas fazem com que a maioria das pessoas elegíveis optem por participar.

### Portugal
Em Portugal, a Segurança Social é o sistema que pretende assegurar direitos básicos dos cidadãos e a igualdade de oportunidades, bem como, promover o bem-estar e a coesão social para todos os cidadãos portugueses ou estrangeiros que exerçam atividade profissional ou residam no território português.
As atuais bases gerais do sistema de Segurança Social encontram-se definidas pela Lei n.º 4/2007 de 16 de janeiro.
O primeiro sistema de previdência social em Portugal, assim como um modelo global de protecção laboral e de segurança social, foi criada por António de Oliveira Salazar, baseado da doutrina da escola de Frédéric Le Play, misturando-a com o socialismo catedrático.
Através do estabelecimento do sistema de Previdência Social em 1935, Portugal integrava-se no amplo movimento de intervenção do Estado no domínio social. A Previdência Social, partindo dos princípios corporativos do Estado Novo, foi uma resposta à inexistência de um sistema de protecção social, mas também era uma resposta ao sistema de seguros sociais obrigatórios legislado pela Primeira República em 1919.
O diploma legal que definiu as bases do sistema de Previdência Social foi a Lei N.º 1884 de 16 de março de 1935. Esta lei vigorou até 1962 e efectuava a regulamentação dos princípios gerais definidos pelo Estatuto do Trabalho Nacional. Esta lei dividia as instituições de previdência em quatro categorias:
- 1.ª categoria – instituições de previdência dos organismos corporativos (Caixas Sindicais de Previdência, caixas de previdência da Casa do Povo e Casa dos Pescadores);
- 2.ª categoria – Caixas de Reforma ou de Previdência;
- 3.ª categoria – associações de socorros mútuos;
- 4.ª categoria – instituições de previdência dos funcionários civis e militares do Estado e dos corpos administrativos.